# Гербикан (приток Уды)
Гербикан — река в Тугуро-Чумиканском районе Хабаровского края, правый приток Уды. Длина — 142 км, площадь водосборного бассейна — 1970 км².

## География
Река стекает со склонов Селемджинского хребта на юге Тугуро-Чумиканского района, почти на границе с Селемджинским районом Амурской области, на высоте более 672 м над уровнем моря. От истока течёт на север в межгорной долине. Затем поворачивает на северо-восток, и продолжает течь между Гербиканским хребтом по левому берегу и хребтами Горелый и Наму по правому берегу. После впадения реки Джялак вновь устремляется на север. В среднем течении выходит на равнину, покрытую лиственницей, сосной, кустарником и болотной растительностью. Здесь ширина реки колеблется в пределах 35-45 м. Перед устьем разделяется на несколько проток. Впадает в Уду по правому берегу на абсолютной высоте менее 127 м над уровнем моря, ниже впадения Чогара. Ширина основной протоки перед впадением составляет 17 м при глубине 1,2 м. Скорость течения в низовьях — 1,1 м/с. 

## Основные притоки
Указаны поименованные притоки длиной 30 км и более
| Название        | Расстояние от устья | Длина | Положение |
| --------------- | ------------------- | ----- | --------- |
| Нижний Куныкан  | 58                  | 35    | левый     |
| Верхний Куныкан | 62                  | 30    | левый     |
| Джагарма        | 90                  | 56    | левый     |
| Наму            | 108                 | 35    | правый    |

## Данные водного реестра
По данным государственного водного реестра России и геоинформационной системы водохозяйственного районирования территории РФ, подготовленной Федеральным агентством водных ресурсов:
- Бассейновый округ — Амурский
- Речной бассейн — Уда
- Речной подбассейн — нет
- Водохозяйственный участок — Уда
- Код объекта в государственном водном реестре — 20020000112119000161836[3]